# Austrheim
Austrheim ist eine Inselkommune in Nordhordland in der norwegischen Provinz Vestland. Verwaltungssitz der Gemeinde ist die Ortschaft Årås.

## Geografie

### Lage
Austrheim liegt etwa 45 Kilometer nördlich der Stadt Bergen und besteht aus den zwei größeren Inseln Fosnøyna und Bakkøyna, sowie 486 anderen Inseln und Holmen, sowie der nördlichsten Spitze der zu Alver gehörenden Halbinsel Lindås. Hier hat Austrheim auch seine einzige Landgrenze. Im Norden wird die Gemeinde durch den Fensfjord begrenzt, im Westen liegt der Fedjefjord und die Inselgemeinde Fedje, im Süden liegt die ebenfalls zu Alver gehörende Insel und ehemalige Gemeinde Radøy.

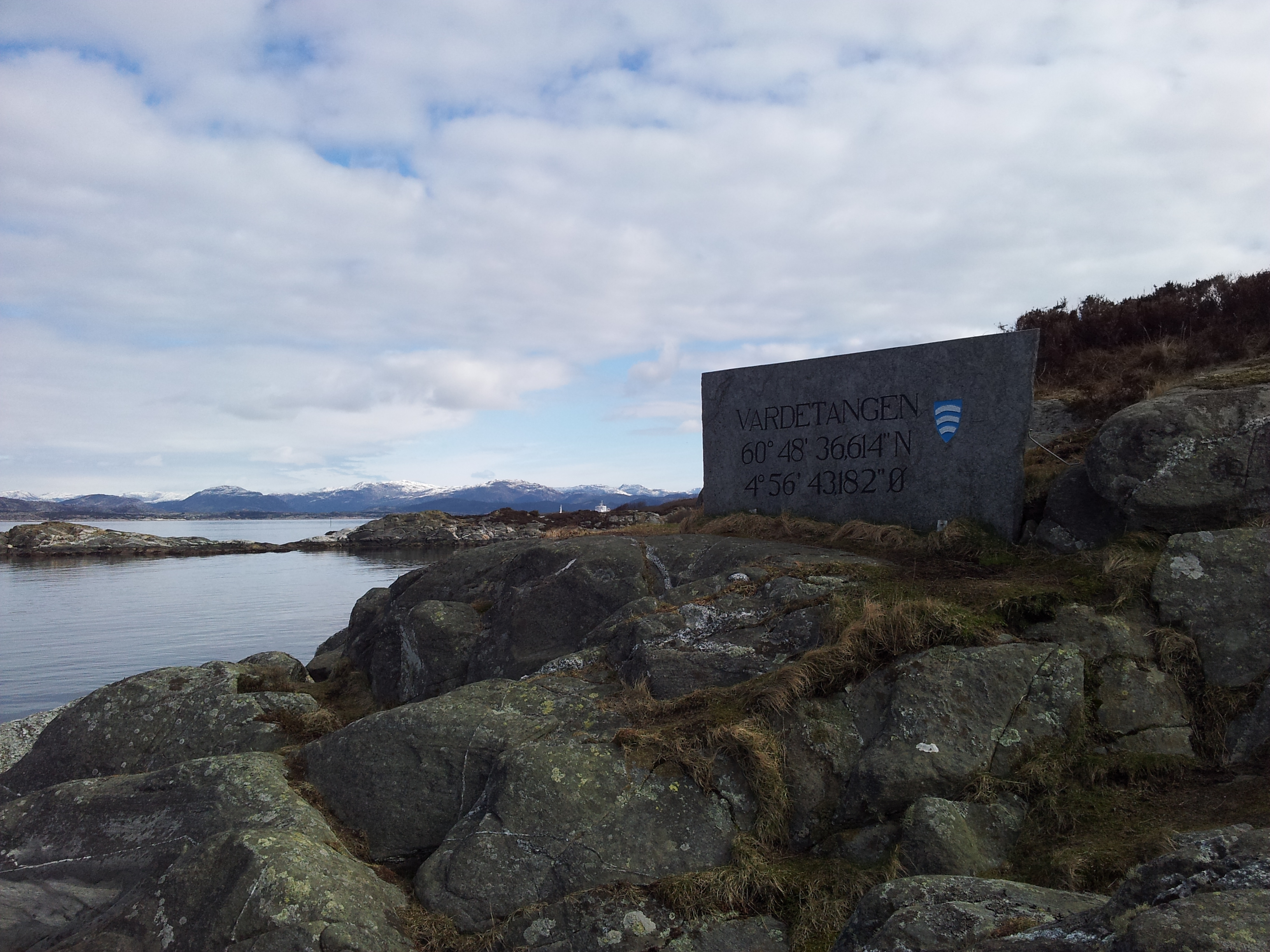
Aussicht auf Vardetangen

Wie viele Inselgemeinden ist Austrheim weitgehend flach. Die höchste Erhebung ist Litlåsfjellet bei Mongstad auf dem zum Festland gehörenden Teil der Gemeinde mit 109 moh.. Weiter westlich auf der Halbinsel liegt Vardetangen, der westlichste Punkt auf dem norwegischen Festland.

## Name und Wappen
Der Name Austrheim geht auf den gleichnamigen Hof auf der Insel Fosnøyna zurück und besteht aus den altnordischen Bestandteilen austr (Ost) und heimr (Heim, Wohnort). Die Einwohner der Kommune werden austrheiming genannt.
Das Gemeindewappen besteht aus drei silbernen Bögen auf blauem Grund und wurde 1989 eingeführt. Die drei Bögen stehen symbolisch für die rund 30 Brücken, welche die Inseln der Gemeinde verbinden.